# Hypostomus biseriatus
Hypostomus biseriatus es una especie de peces de la familia Loricariidae en el orden de los Siluriformes.

## Morfología
Los machos pueden llegar alcanzar los 11,3 cm de longitud total.

## Distribución geográfica
Se encuentran en Sudamérica: curso superior del río Amazonas.